# Allodiopsis rustica
Allodiopsis rustica är en tvåvingeart som först beskrevs av Edwards 1941.  Allodiopsis rustica ingår i släktet Allodiopsis och familjen svampmyggor. Arten är reproducerande i Sverige. Inga underarter finns listade i Catalogue of Life.